# ムジャキフーズ
株式会社ムジャキフーズは、外食産業において業務委託による独立支援により店舗展開をしている企業。

## 概要
株式会社ムジャキフーズは、外食産業において業務委託による店舗経営のパイオニアとして独自の「トラスト方式（後述）」にて店舗を展開。
事業内容はラーメンや居酒屋といった特定の商品・業態にこだわらず、多岐に亘る。これは出店する店舗で取り扱う商品を本社が決めるのではなく、業務委託契約を結ぶオーナーが自ら企画書を作成し本社が出店をするかどうかを決めるためである。
なお、企画書の提出は社内の従業員だけでなく、外部の独立希望者からも受け付けている。
出店エリアは都内の好立地物件が主で広さも20坪前後のものが多い。

### トラスト方式
ムジャキフーズには、「トラスト方式」と呼ばれる独自の独立支援のシステムがある。

## 特徴
経営方針は、「１店舗１オーナー主義」。店舗運営のコンセプト、立地条件、内外装のデザイン、メニュー、味などはすべて、会社側が画一的に決めるのではなく、店長が自身の権限で決める。店長は、月１回開かれる社員投票によって選ばれる。

## 沿革
- 1987年 - 株式会社田代コーポレーションを設立
- 1997年 - 大衆料理店に対する店舗支援サービスの提供及び飲食店の経営を主たる事業として、神奈川県横浜市に株式会社田代コーポレーションの100％子会社として株式会社ムジャキフーズを設立
- 2001年 - 当社として初の業務委託店舗を出店
- 2005年 - トラスト方式を導入
- 2006年 - 株式会社田代コーポレーションを吸収合併
- 2020年 - 「店タク」のサービスを開始

## テレビ番組
- 日経スペシャル ガイアの夜明け 下克上!外食サバイバル 〜グルメ戦争の勝者は誰だ〜（2005年6月28日、テレビ東京）[2] - ムジャキのユニークな経営戦略を取材。